# Otacilia menghuo
Espèce
Otacilia menghuo est une espèce d'araignées aranéomorphes de la famille des Phrurolithidae.

## Distribution
Cette espèce est endémique du Sichuan en Chine,. Elle se rencontre dans le xian de Shimian.

## Description
Le mâle holotype mesure 3,29 mm et la femelle paratype 4,23 mm.

## Systématique et taxinomie
Cette espèce a été décrite par Mu, Jin et Zhang en 2022.

## Étymologie
Son nom d'espèce lui a été donné en référence au lieu de sa découverte, Menghuo.

## Publication originale
- Mu, Jin & Zhang, 2022 : « Description of eight new species of Otacilia Thorell, 1897 from southern China (Araneae: Phrurolithidae). » Zootaxa, no 5134(2), p. 238-260.